# Jeferson Collazos
Jeferson Collazos Viveros (Padilla, 1º dicembre 1990) è un calciatore colombiano, attaccante dell'Template:Calcio UCV Moquegua.

## Carriera
Ha giocato nella massima serie dei campionati colombiano e peruviano.